# Торта од шаргарепе
Торта од шаргарепе је колач који садржи шаргарепу.

## Историја
Порекло торте од шаргарепе је спорно. Објављен 1591.,  који је у суштини шаргарепа пуњена месом, али укључује многе елементе уобичајене за савремени десерт: павлака, јаја, суво грожђе, заслађивач (урме и шећер), зачине (каранфилић и буздован), остругана шаргарепа, и презле (уместо брашна). Многи историчари хране верују да колач од шаргарепе потиче од пудинга од шаргарепе које су јели Европљани у средњем веку, када су шећер и заслађивачи били скупи и када су многи људи користили шаргарепу као замену за шећер. 
Варијације пудинга од шаргарепе су еволуирале тако да укључују печење са кором (као пита од бундеве), кувано на пари са сосом или обликовано у тепсији (као божићни пудинг) са глазуром. 
У другом тому L'art du cuisinier (1814), Антоан Бовије, бивши кувар Луја XVI,  укључио је рецепт за „Gâteau de Carottes“,  који је био довољно популаран да се дословно копира у куварским књигама конкурената.   1824. Бовије је у Лондону објавио енглеску верзију свог кувара која укључује рецепт за „Торте од шаргарепе“ у дословном преводу његовог ранијег рецепта. 
Још један рецепт из 19. века потиче из школе домаћинства у Кајзераугсту (кантон Аргау, Швајцарска). Према Кулинарском наслеђу Швајцарске, то је једна од најпопуларнијих торти у Швајцарској, посебно за рођендане.
Популарност колача од шаргарепе поново је оживела у Уједињеном Краљевству због рационализације током Другог светског рата, као и због промоције потрошње шаргарепе од стране владе.  

## Регионалне варијације

### Бразил
Бразилски Bolo de cenoura је мекана и влажна торта која се обично послужује са чоколадним преливом. За разлику од других бразилских десерта који потичу од Португалаца, Bolo de cenoura је много новијег датума и почео се појављивати у бразилским куварима тек 1960-их. Инспирација иза Bolo de cenoura потиче од америчког рецепта за торту од шаргарепе. 
3. фебруар је Национални дан торте од шаргарепе у Бразилу. 

### Швајцарска
Rüeblitorte садржи бадеме и лешнике и често је прекривена глазуром која садржи кирш и преливена украсном шаргарепом направљеном од марципана. 

### Америка и Уједињено Краљевство
Модерни рецепти у Великој Британији и САД обично садрже глазуру од белог крем сира. Понекад се у тесто за торте додају ораси као што су ораси или пекани, као и зачини као што су цимет, ђумбир и млевени мешани зачини. Тостирање пекана и коришћење смеђег шећера може додати додатни укус и влагу.  Воће укључујући ананас, суво грожђе и исецкани кокос се такође може користити за додавање слаткоће.
Кекс од шаргарепе је припремљен од састојака који дају укус и текстуру сличну торти од шаргарепе. Типични састојци укључују рендану шаргарепу, брашно, шећер или смеђи шећер, уље за кување, зачине и соду бикарбону. Додатни састојци могу укључивати исецкани кокос, суво грожђе, меласу и орашасте плодове. Постоје многе варијације, попут колача од шаргарепе, сендвич кекса и сл. Крем сир се понекад користи као прелив или пуњење за колаче. Веганске верзије могу користити вегански крем сир као замену за крем сир на бази млека. Од 2020-их, верзије колачића су производили Oreo, Subway, и Aldi.    

## Галерија
- Rüeblitorte из Швјацарске
- Капкејк од шаргарепе са глазуром од кандираног ђумбира
- Веганска торта од шаргарепе
- Два колачића за торту од шаргарепе са крем филом између њих